# Kuriyama
Kuriyama (japanska: 栗山町?, Kuriyama-chō) är en landskommun (köping) i Hokkaido prefektur i Japan. 